# Oxandra asbeckii
Oxandra asbeckii là loài thực vật có hoa thuộc họ Na. Loài này được (Pulle) R.E.Fr. mô tả khoa học đầu tiên năm 1931.